# Битва при Граусе
Битва при Граусе (исп. Batalla de Graus) — сражение, состоявшееся 8 мая 1063 года между войсками арагонцев и союзной армией из альморавидских войск эмира Сарагосы Ахмада ал-Муктадира и кастильских войск инфанта Санчо у города Граус. Сражение закончилось поражением арагонцев и гибелью короля Рамиро I.

## Предыстория
Первая попытка Рамиро I занять Граус, северный мусульманский форпост в долине реки Синка, имела место в 1055 году, вероятно, в ответ на поражение наваррского короля Гарсии III при Атапуэрке годом ранее (1054 год). Это поражение привело к тому, что Арагон оказался зажат между владениями Фердинанда I в Леоне и Кастилии на западе и мусульманской тайфой Сарагоса на юге. Первая экспедиция Рамиро против Грауса не удалась, а в 1059 году Фердинанд I вынудил Сарагосу платить ему дань. Рамиро снова двинулся на Граус весной 1063 года, но на этот раз ему противостояли 300 кастильских рыцарей под командованием инфанта Санчо и (возможно) его военачальника Родриго Диаса де Вивара, более известного как Сид Кампеадор. Присутствие Сида в битве базируется на одном источнике, в целом надёжной хронике «Деяния Родриго», в которой утверждается, что он был лейтенантом Санчо в то время.

## Сражение
Обстоятельства сражения неясны. Историк Рейнхарт Дози утверждал, что король Рамиро I оставался в живых ещё четыре месяца после битвы при Граусе, и что ни Сид, ни Санчо не принимали никакого участия в ней. Однако в хронике «Исторические фрагменты из картулярия Алаона» было указано, что «Рамиро был убит маврами в бою около Грауса» (лат. «occisus est a mauris in bello apud Gradus»), без упоминания кастильцев. «Хроника Нахеры» содержит запись, которая, как правило, рассматривается как легенда: якобы Санчо Гарсес, незаконный сын Гарсии III, сбежал с дочерью своей мачехи Стефании де Фуа (вероятно, от более раннего брака), за которую сватался кастильский инфант Санчо. Беглец искал убежища при дворе правителя Сарагосы, а потом Арагона. Санчо, желая отомстить за срыв его планов брака, выступил против Рамиро I и Сарагосы. Арагонский король погиб в бою возле «места под названием Граус» в 1064 или 1070 годах. По данным арабского историка аль-Туртюши, Рамиро I был убит мусульманским солдатом, который говорил на языке христиан и проник в арагонский лагерь.

## Последствия
Историк Чарльз Бишко указывал, что битва при Граусе дала толчок к войне за Барбастро в следующем году:

Экспедиция против Барбастро была прежде всего французским крестовым походом, вдохновленным клюнийским движением и начатым по инициативе папы Александра II, целью которого было спасение Арагонского королевства от неминуемого вторжения мусульман после сокрушительного поражения и смерти Рамиро I при Граусе 8 мая 1063 года.

Граус был окончательно взят Санчо I Рамиресом, преемником Рамиро I, в 1083 году.